# Beta nana
Beta nana là loài thực vật có hoa thuộc họ Dền. Loài này được Boiss. & Heldr. mô tả khoa học đầu tiên năm 1846.